# Muinkbrug
De Muinkbrug is een brug in de Belgische stad Gent over de Muinkschelde, een in de Middeleeuwen gekanaliseerd stuk van de Schelde vlak naast de helling van de Blandijnberg. De brug ligt onderaan de straat Kantienberg en in de onmiddellijke nabijheid van de Sint-Pietersabdij en de O.L.V.-Sint-Pieterskerk, het Geuzenhuis, het hoofdgebouw van de Arteveldehogeschool en de bioscoop Kinepolis.

## Geschiedenis
Reeds in 1326 was er sprake van “upter Moencbrucgen”. Deze brug bood van boven op het Sint-Pietersdorp over de nieuw gegraven Muinkschelde toegang tot de lager gelegen Muinkmeersen, toen een open, vlak, moerassig en onbebouwd weidegebied in eigendom van de abdij, waardoor monniken de belangrijkste gebruikers waren. De naam van de meersen en de brug komt dan ook van muink, een variant van het woord monnik.
Vanop de brug is ook nu nog te zien dat de straten verderop lager liggen; meer naar het oosten liep trouwens (tot de aanleg van straten en bebouwing in de Muinkmeersen in de 19e eeuw) de kronkelende loop van de Oude Schelde.
In 1624 was in de stadsrekening sprake van “een in steen gebouwde brug met drie bogen”.
De brug was één van vier strategisch belangrijke punten tijdens de Vier Dagen van Gent in 1789 (Brabantse Omwenteling).
Na verval en vervanging door een houten brug werd in 1847 de stenen brug hersteld. In 1875 werd een nieuwe, stalen brug gebouwd. De huidige stalen brug dateert uit 1937-1939.
In april 2022 startten ingrijpende renovatiewerken wegens roestvorming, waardoor de brug de rest van dat jaar buiten gebruik is. Er werd daarom een tijdelijke fiets- en wandelbrug gebouwd.
Academiebrug · Albertina Sisulubrug · André Denysbrug · Appelbrug · Asselsbrug · Bargiebrug · Bataviabrug · Bavobrug · Beekstraatbrug · Blaarmeersenbrugbrug · Brug der Keizerlijke Geneugten · Brugsevaartbrug · Buchtenbrug · Buchtenspoorbrug · Calcuttabrug · Charles Marcellisbrug · Contributiebrug · Dampoortbrug · Destelbergenbrug · Drongenbrug · Ekkergembrug · Emiel Clausbrug · Europabrug · Eversteinbrugbrug · Eversteinspoorbrug · Ferdinand Lousbergsbrug · François Laurentbrug · Fransevaartbrug · Gaardeniersbrug · Gasmeterbrug · Gebroeders Van Eyckbrug · Gentbruggebrug · Goedingebrug · Grasbrug · Griendijkbrug · Groendreefbrug · Groene Valleibrug · Groot-Brittanniëbrug · Grootdokbrug · Guldenmeersbrug · Heernisspoorbrug · Heinakkerbrug · Hoofdbrug · Hospitaalbrug · Hundelgembrug · Hutsepotbrug · Industriebrug · Jan Palfijnbrug · John Kennedybrug · Jozef Ghuislainbrug · Kaaksmetebrug · Kappebrug · Keizerbrug · Keizerviaduct · Ketelbrug · Klaverbladbrug · Koning Albertbrug · Koning Willembrug · Krommewalbrug · Langerbruggebrug · Leiebrug · Lievebrug · Louisa d'Havébrug · Maaltebrug · Malemvoetbrug · Mariakerkebrug · Matadibrug · Meierijbrug · Melkhambrug · Mendonkbrug · Merelbekebrug · Meulestedebrug · Minnemeersbrug · Moskoubrug · Muidebrug · Muinkbrug · Napoleon de Pauwbrug · Nieuwbrug · Nieuwebosbrug · Nieuwekalebrug · Nieuwescheldebrug · Nieuwevaartbrug · Oktrooibrug · Onthoofdingsbrug · Ottergembrug · Oudescheldebrug · Parkbosbruggen · Pontbrug · Predikherenbrug · Rabotbrug · Recolettenbrug · Rietkenbrug · Rozemarijnbrug · Sint-Agnetebrug · Sint-Antoniusbrug · Sint-Denijsbrug · Sint-Jorisbrug · Sint-Lievensbrug · Sint-Lievensviaduct · Sint-Martinusbrug · Sint-Michielsbrug · Skaldenbrug · Slachthuisbrug · Snepbrug · Snepdijkbrug · Snepvoetbrug · Spanjeveerbrug · Stropbrug · Stropspoorbrug · Ter Platenbrug · Theresianenbrug · Tolhuisbrug · Tweegatenbrug · Verapazbrug · Verlorenkostbrug · Viaduct van Gentbrugge · Visserijkombrug · Vleeshuisbrug · Voorhavenbrug=Wiedauwkaaibrug · Waalbrug · Walpoortbrug · Warmoezeniersbrug · Watermolenbrug · Westerringspoorbrug · Wijdenaardbrug · Wondelgembrug · Zoé Borluutbrug · Zomerweibrug · Zuiderlaanbrug · Zuivelbrug · Zwijnaardebrug · Zwijnaardekanaalbrug · Zwijnaardekasteelbrug